# Гребля на байдарках и каноэ на летних Олимпийских играх 1972

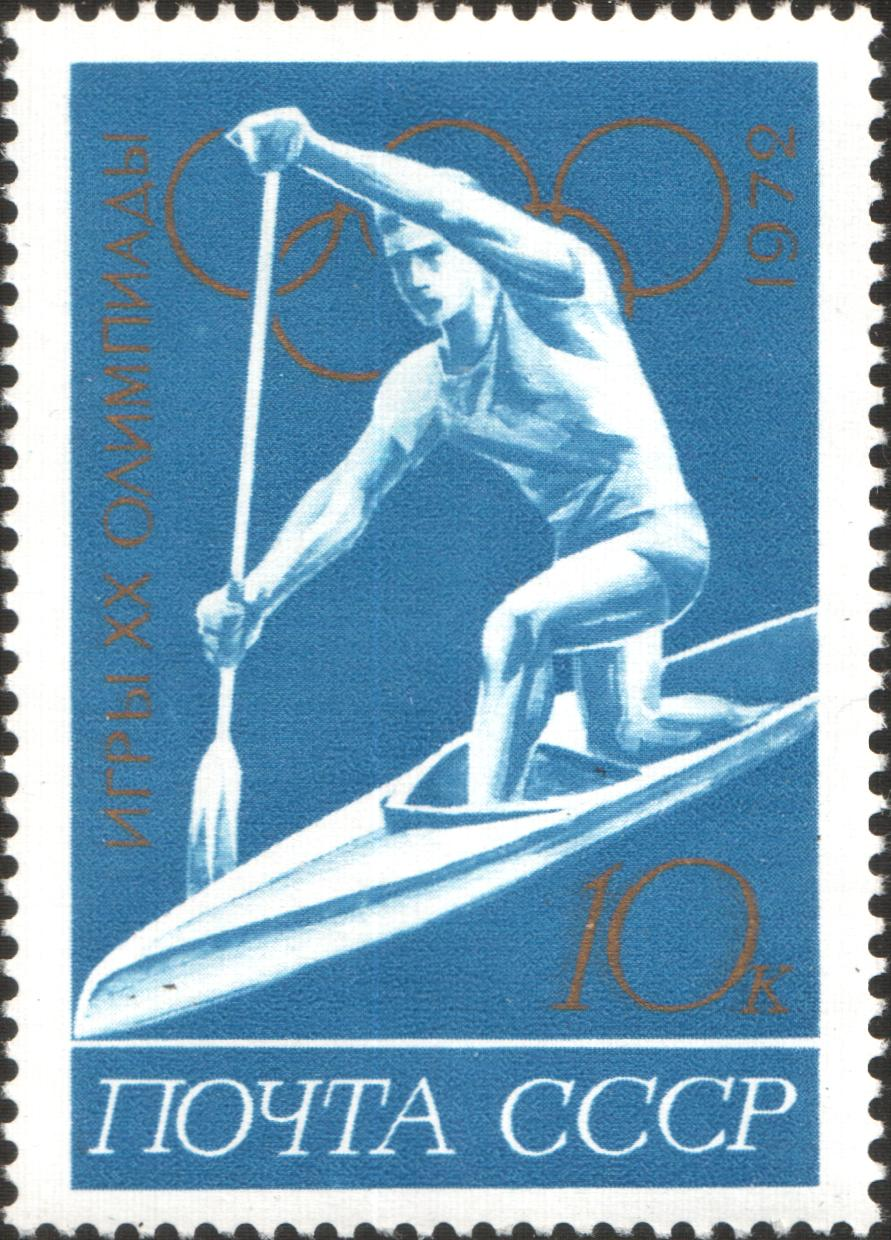
Почтовая марка СССР

Соревнования по гребле на байдарках и каноэ на летних Олимпийских играх 1972 года проводились среди мужчин и женщин. Впервые в истории Олимпийских игр были проведены соревнования по гребному слалому; итоги эксперимента оказались неоднозначными, и вновь гребной слалом появился на Олимпийских играх лишь в 1992 году.

## Общий медальный зачёт
| Место | Страна     | Золото | Серебро | Бронза | Всего |
| ----- | ---------- | ------ | ------- | ------ | ----- |
| 1     | СССР       | 6      | 0       | 0      | 6     |
| 2     | ГДР        | 4      | 1       | 1      | 6     |
| 3     | Румыния    | 1      | 2       | 1      | 4     |
| 4     | ФРГ        | 0      | 3       | 2      | 5     |
| 5     | Венгрия    | 0      | 2       | 2      | 4     |
| 6     | Австрия    | 0      | 1       | 0      | 1     |
| 6     | Нидерланды | 0      | 1       | 0      | 1     |
| 6     | Швеция     | 0      | 1       | 0      | 1     |
| 9     | Болгария   | 0      | 0       | 1      | 1     |
| 9     | Франция    | 0      | 0       | 1      | 1     |
| 9     | Норвегия   | 0      | 0       | 1      | 1     |
| 9     | Польша     | 0      | 0       | 1      | 1     |
| 9     | США        | 0      | 0       | 1      | 1     |

## Медалисты

### Гребной слалом

#### Мужчины
| Дисциплина        | Золото                                   | Серебро                               | Бронза                                   |
| ----------------- | ---------------------------------------- | ------------------------------------- | ---------------------------------------- |
| Каноэ-одиночки    | Райнхард Айбен ГДР                       | Райнхольд Каудер ФРГ                  | Джеймс Макьюан США                       |
| Каноэ-двойки      | ГДР · Рольф-Дитер Аменд · Вальтер Хофман | ФРГ · Бернд Бауэс · Ханс-Отто Шумахер | Франция · Жан-Луи Ольри · Жан-Клод Ольри |
| Байдарки-одиночки | Зигберт Хорн ГДР                         | Норберт Заттлер Австрия               | Харальд Гимпель ГДР                      |

#### Женщины
| Дисциплина        | Золото             | Серебро             | Бронза                  |
| ----------------- | ------------------ | ------------------- | ----------------------- |
| Байдарки-одиночки | Ангелика Баман ГДР | Гизела Гротхаус ФРГ | Магдалена Вундерлих ФРГ |

### Гребля на байдарках и каноэ

#### Мужчины
| Дисциплина                 | Золото                                                                   | Серебро                                                                      | Бронза                                                               |
| -------------------------- | ------------------------------------------------------------------------ | ---------------------------------------------------------------------------- | -------------------------------------------------------------------- |
| Каноэ-одиночка — 1000 м    | Иван Пацайкин Румыния                                                    | Тамаш Вихман Венгрия                                                         | Детлеф Леве ФРГ                                                      |
| Каноэ-двойка — 1000 м      | СССР · Владас Чесюнас · Юрий Лобанов                                     | Румыния · Сергей Ковалёв · Иван Пацайкин                                     | Болгария · Федя Дамянов · Иван Бурчин                                |
| Байдарка-одиночка — 1000 м | Александр Шапаренко СССР                                                 | Рольф Петерсон Швеция                                                        | Геза Чапо Венгрия                                                    |
| Байдарка-двойка — 1000 м   | СССР · Николай Горбачев · Виктор Кратасюк                                | Венгрия · Йожеф Деме · Янош Раткаи                                           | Польша · Владислав Шушкевич · Рафал Пищ                              |
| Байдарка-четвёрка — 1000 м | СССР · Юрий Филатов · Валерий Диденко · Владимир Морозов · Юрий Стеценко | Румыния · Аурел Вернеску · Роман Вартоломеу · Атанасие Счотник · Михай Зафиу | Норвегия · Эгиль Сёбю · Стейнар Амундсен · Туре Бергер · Ян Йохансен |

#### Женщины
| Дисциплина                | Золото                                     | Серебро                              | Бронза                                      |
| ------------------------- | ------------------------------------------ | ------------------------------------ | ------------------------------------------- |
| Байдарка-одиночка — 500 м | Юлия Рябчинская СССР                       | Мике Япис Нидерланды                 | Анна Пфеффер Венгрия                        |
| Байдарка-двойка — 500 м   | СССР · Людмила Пинаева · Екатерина Курышко | ГДР · Ильзе Кашубе · Петра Грабовски | Румыния · Мария Никифоров · Вьорика Думитру |